# His Father's Rifle
His Father's Rifle è un cortometraggio muto del 1915 diretto da Edward J. Le Saint.

## Produzione
Il film fu prodotto dalla Selig Polyscope Company.

## Distribuzione
Distribuito dalla General Film Company, il film (un cortometraggio in tre bobine) uscì nelle sale cinematografiche statunitensi il 17 giugno 1915.